# Anutin Charnvirakul
Anutin Charnvirakul (thai: อนุทิน ชาญวีรกูล Anuthin Chanwirakun, kinesisk: 陈锡尧) født 13. september 1966, er en thailandsk politiker, leder af det politiske parti Bhumjaithai samt vicepremierminister og indenrigsminister. Anutins kælenavn er "Noo" (thai: หนู), som betyder mus

## Tidligt liv og uddannelse
Anutin uddannet på Assumption College (Thailand) og har studeret Bachelor of Arts (BA), Engineering (ingeniør) på Hofstra University, New York, USA (1989).
Selv om Anutin var andengenerationsarving til et gigantiske byggeimperium, måtte han kæmpe for at tjene ekstra penge, da han studerede til ingeniør ved Hoftra University i New York.

## Forretnings karriere
I 1989 blev Anutin ansat som produktionsingeniør hos Mitsubishi på Long Island-fabrikken i USA. I 1990 rejste han tilbage til Thailand og blev teknisk analytiker hos Industrial Finance Corporation Thailand (IFCT). I 1992 generaldirektør for Sino-Thai Engineering and Construction PCL (STECON) og i 1995 administrerende direktør for samme selskab.
Sino-Thai Engineering Limited Partnership var grundlagt af Anutins far, Chavarat Charnvirakul, i 1962 til at fremstille stålkonstruktioner til den voksende thailandske byggeindustri. I 1967 blev selskabet registreret som Sino-Thai Engineering and Construction Company Limited. I 1992 blev selskabet børsnoteret.
Anution er også ejer af Rancho Charnvee Resort & Country Club, nær Khao Yai National Park i Nakhon Ratchasima, med 18-hullers golfbane, hestestald og privat Flyveplads.

## Politisk karriere
I 1996 blev Anutin rådgiver for viceudenrigsministeren og i 2004 viceminister for folkesundhed og vicehandelsminister i Thaksin Shinawatras regering. I 2005 blev han atter viceminister for folkesundhed under Thaksin.
Anutin var blandt de såkaldte House No.111 (dansk: Hus nummer 111), som refererer til de 111 tidligere ledende medlemmer af
af Thai Rak Thai-partiet, der som blev opløst ved dom i maj 2007 for overtrædelse af valglovene. De 111 personer blev forbudt at deltage i politik, i en periode på fem år. I de år viede Anutin det meste af sin tid
at lære at flyve og rejse rundt i landet.
I 2012 blev Anutin leder Bhumjaithai Party, som var stiftet af Buri Ram-politikeren Newin Chidchob, som han havde været nær medarbejder hos. Anutins far havde også været Bhumjaithai partileder. I 2019 blev Anutin valgt til parlamentet og blev vicepremierminister og minister for folkesundhed i Prayut Chan-o-chas regering.

### Kontroversille forhold

#### Beskidte hvide mennesker er skyld i udbredelsen af coronavirus
Anutin blev kritiseret for nogle kontroversielle udtalelser i begyndelsen af coronaviruspandemien i marts 2020, hvor han kritiserede vesterlændinge som beskidte: »Det er vinter lige nu i Europa, så disse mennesker flygter fra kulden til Thailand. Mange er klædt snavset på og går aldrig i bad. Som værter skal vi være forsigtige. Selv ønsker de ikke at blande sig med hinanden, og lukker deres grænser.« Og: »I dag er jeg i Chiang Mai. Der er stort set ikke flere kinesiske turister, kun farangs (farang = kaukasiske udlændinge). Mere end 90 procent af thailænderne bærer mundbind, men ikke en eneste farang har et. Det er derfor, der er så mange infektioner i deres lande. Vi skal være mere forsigtige med vesterlændinge end asiater.« Anutin  havde tidligere i februar måtte undskylde for sine udtalelser, herunder at have sagt, at en gruppe udlændinge skulle "sparkes ud af Thailand" for at nægte at bære mundbind. Alligevel fastholdt Anutin, at han ikke havde nogen tvivl om, hvem der er skyld i spredningen af den dødelige nye coronavirus: "beskidte" hvide mennesker.

#### Lovliggørelse af Cannabis
Tidligere havde Thailand nogle af verdens hårdeste narkolovgivninger, hvor besiddelse af cannabis kunne straffes med op til 15 års fængsel. Men den 9. juni 2022 blev rusmidlet afkriminaliseret. Ændringen var udtænkt af Anutin, hvis argumentation var, at legalisering af cannabis kunne reducere overbelægningen i fængsler – flere end 80 procent af de indsatte i thailandske fængsler sad inde for narkotikarelaterede anklager – samtidig med. at hampeindustri ville afhjælpe fattigdommen i landdistrikterne. Det thailandske cannabismarked forventedes nu at kunne omsætte for svarende til 65 milliarder kroner i 2030. Cannabis afkriminalisering var signaturpolitikken for Bhumjaithai-partiet ved 2019-parlamentsvalget.
Det er dog ikke tilladt indtage cannabis til rekreative formål på offentlige steder, overtrædelse kan medføre bøde eller fængselsstraf. Desuden skal cannabis-handlende være autoriseret.
Medicinsk cannabis blev lovliggjort allerede fra februar 2019, men med ganske strenge restriktioner. Thailand blev dermed det første land i Sydøstasien, der lovliggjorde marihuana til medicinsk brug. Medicinsk cannabis (hamp) er Cannabis sativa L med et THC indhold på mindre end 0,5 procent i blade og stængel, og mindre end 0,3 procent i frø. Cannabis-olie skal være CBD med højst 0,2 procent THC. Fra september 2019 var 99 procent CBD-olie med et THC indhold på mindre end 0,01 procent i vægt ikke længere et narkotika.

### 2023 parlamentsvalget
Anutin var Bhumjaithai-partiets premierminsterkandidat ved parlamentsvalget i 2023.
Anutins valgskampagne drejede sig denne gang ikke om canabis, men derimod genoprettelse af nationens økonomi efter coronaviruspandemien. Den handlede om, at øge mulighederne for, at folk kan tjene penge. Anutin ville lancere en henstandsperiode på 3 år for lån på mindre end 1 million baht (cirka 200.000 kroner), for at gøre det muligt for folk "at komme sig efter skader forårsaget af pandemien". Også forbedring af folkesundheden for kræft- og nyrepatienter. Tillige bæredygtighedspolitik, med øget brug af solpaneler og elektriske motorcykler.

## Personligt liv
Anutin er gift med Sasitorn Charnvirakul. Fra et tidligere ægteskab med Satannuch Charnvirakul har han to børn, datteren Naiyapak og sønnen Seranee.
Privat er Anutin flyve-entusiast og ejer adskillige fly og en privat Flyveplads i Nakhon Ratchasima-provinsen. Hans foretrukne personlige fartøj er et enmotors propelfly. Han elsker også at ride på heste.